# Къща на Капитанови
Къщата на Капитанови се намира на булевард „Св. Патриарх Евтимий“ № 102А в Стара Загора.
Построена е по проект на арх. Христо Димов за нуждите на мелничарската фамилия Капитанови. Къщата се отличава с различни еркери от страна на улицата и на двора. Единият е триъгълен, а другият е заоблен. Прозорците са засводени. Има балкончето с триъгълна форма и е с лентовидни прозорци на стълбището.